# Moen
För andra betydelser, se Moen (olika betydelser).
Moen är en sjö i Åre kommun i Jämtland och ingår i Indalsälvens huvudavrinningsområde. Sjön har en area på 0,924 kvadratkilometer och ligger 632 meter över havet. Sjön avvattnas av vattendraget Kvarnån.

## Delavrinningsområde
Moen ingår i det delavrinningsområde (702788-135201) som SMHI kallar för Utloppet av Moen. Medelhöjden är 679 meter över havet och ytan är 4,61 kvadratkilometer. Det finns inga avrinningsområden uppströms utan avrinningsområdet är högsta punkten. Kvarnån som avvattnar avrinningsområdet har biflödesordning 3, vilket innebär att vattnet flödar genom totalt 3 vattendrag innan det når havet efter 334 kilometer. Avrinningsområdet består mestadels av skog (61 procent) och kalfjäll (13 procent). Avrinningsområdet har 0,93 kvadratkilometer vattenytor vilket ger det en sjöprocent på 20,1 procent.